# Domenico di Bartolo

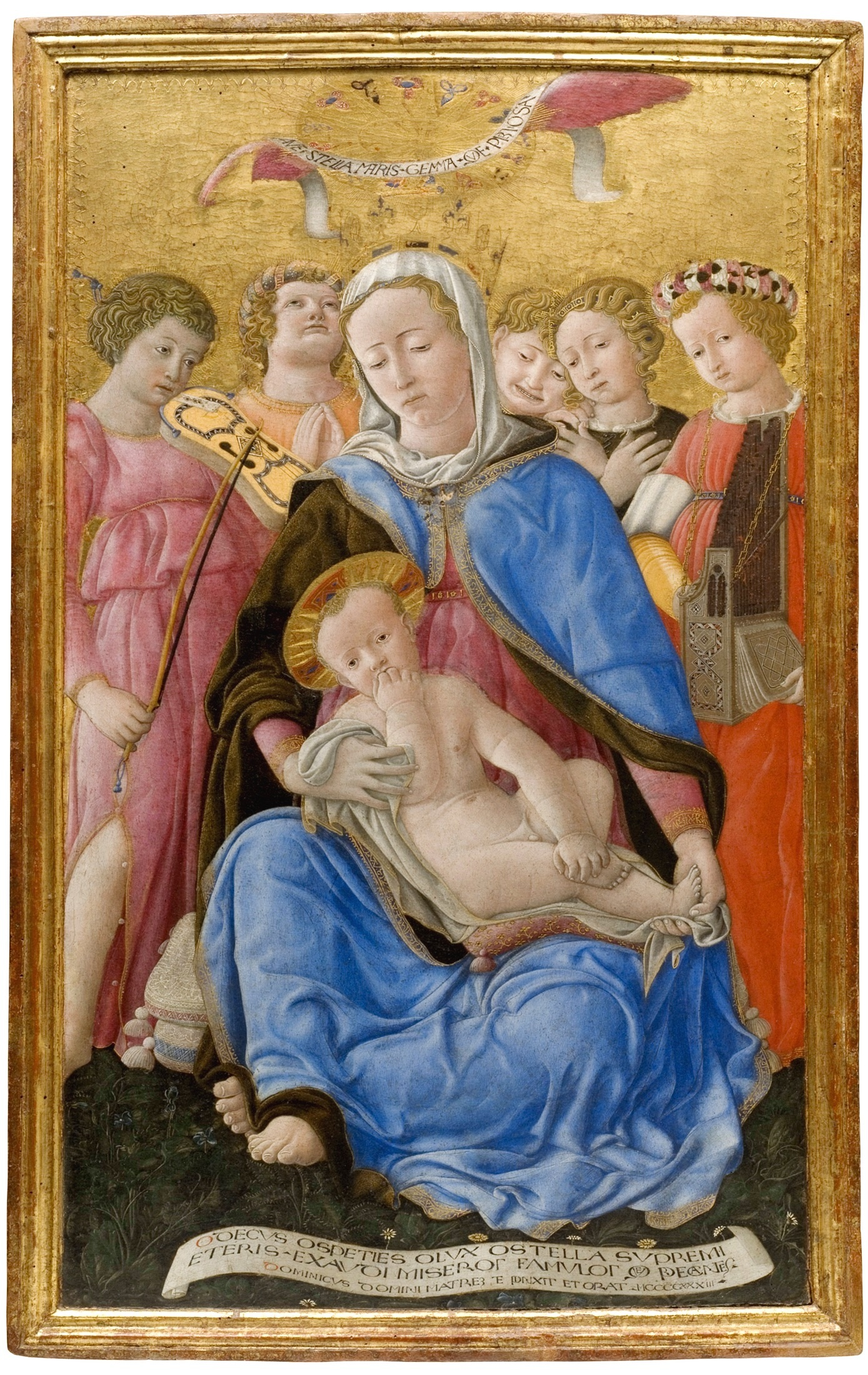
Madonna av ödmjukhet (1433), Pinacoteca Nazionale, Siena.

Domenico di Bartolo, född 1400 eller 1404 i Asciano, död 1445 eller 1447, var en italiensk målare som tillhörde sienaskolan. Han var brorson till Taddeo di Bartolo. 
Domenico di Bartolo målade bland annat 1434 en fresk till Katedralen i Siena.